# 청도어린이도서관
청도어린이도서관은 경상북도 청도군 소재의 도서관이다.

## 연혁
- 2012년 2월 8일 개관.

## 시설현황
- 2층: 강당, 문화교실1, 문화교실2, 문화교실3, 열람실
- 1층: 책나라, 이야기방, 아기들방, 도란도란, 멀티미디어실(2025년 경북 최초 5면형 실감형동화체험관 오픈 예정)

## 이용 안내
이용시간
- 평일(월~목): 09:00~18:00
- 주말(토~일): 09:00~17:00

휴관일
- 정기휴관일: 매주 금요일
- 법정공휴일: 일요일을 제외한 법정공휴일, 일요일이 정부에서 지정하는 공휴일과 겹칠때는 휴관
- 임시휴관일: 도서관 사정에 의해 군수가 지정한 날